# كالدويل هارت كولت
كالدويل هارت كولت (بالإنجليزية: Caldwell Hart Colt)‏ هو مخترِع أمريكي، ولد في 24 نوفمبر 1858 في هارتفورد في الولايات المتحدة، وتوفي في 21 يناير 1894 في بونتا غوردا في الولايات المتحدة بسبب غرق.